# Код зеленог папагаја (ТВ филм)
„Код зеленог папагаја“ је југословенски ТВ филм из 1969. године. Режирала га је Соја Јовановић према истоименом комаду Артура Шницлера.

## Улоге
| Глумац                  | Улога |
| ----------------------- | ----- |
| Миа Адамовић            |       |
| Иван Бекјарев           |       |
| Драгутин Добричанин     |       |
| Милан Лане Гутовић      |       |
| Ђорђе Јелисић           |       |
| Бранислав Цига Јеринић  |       |
| Петар Краљ              |       |
| Живојин Жика Миленковић |       |
| Станислава Пешић        |       |
| Владимир Поповић        |       |

Остале улоге ▼
| Глумац                 | Улога |
| ---------------------- | ----- |
| Зоран Ратковић         |       |
| Јелисавета Сека Саблић |       |
| Миливоје Томић         |       |
| Власта Велисављевић    |       |